# Peugeot Moonster
Le Moonster est un concept car du constructeur automobile français Peugeot, dessiné par le designer serbe Marko Lukovic.